# David Rennie
David Rennie (nascut el 1971) és un periodista britànic. És columnista de The Economist. Actualment és cap de l'oficina de Beijing. És fill de Sir John Rennie, ex 'C' Director del Servei Secret d'Intel·ligència (MI6)
David Rennie va començar la seva carrera a l'Evening Standard, un tabloide de Londres on va treballar des de 1992 fins a 1996. Després va anar a treballar per a The Daily Telegraph també a Londres, abans d'unir-se en corresponsal per a aquest diari, sent enviat a Sydney (1998), Beijing (1998–2002), Washington, DC (2002–2005) i Brussel·les (2005–07). Des del 2006 fins al 2007 també va ser editor col·laborador de The Spectator.
Rennie es va unir a The Economist el 2007, escrivint una columna sobre assumptes de la UE des de Brussel·les, abans de mudar-se a Londres, entre el 2010 i el 2012. Després de la mort de Peter David el 2012, es va mudar a Washington, DC per treballar com fins a 2017. De 2013 a 2018 va ser cap de l'oficina de The Economist a Washington. El 2018 es va mudar a Beijing per assumir un nou lloc com a cap d'oficina de The Economist. Des de finals del 2022, ha estat copresentador (juntament amb Alice Su) del podcast de The Economist ''Drum Tower'' una revisió setmanal de la política, la cultura, la història i la societat xineses.